# کماتن آندر ایبس
کماتن آندر ایبس (به آلمانی: Kematen an der Ybbs) یک منطقهٔ مسکونی در اتریش است که در بخش امستیتن واقع شده‌است. کماتن آندر ایبس ۲٬۴۸۴ نفر جمعیت دارد.